# Slagvägare

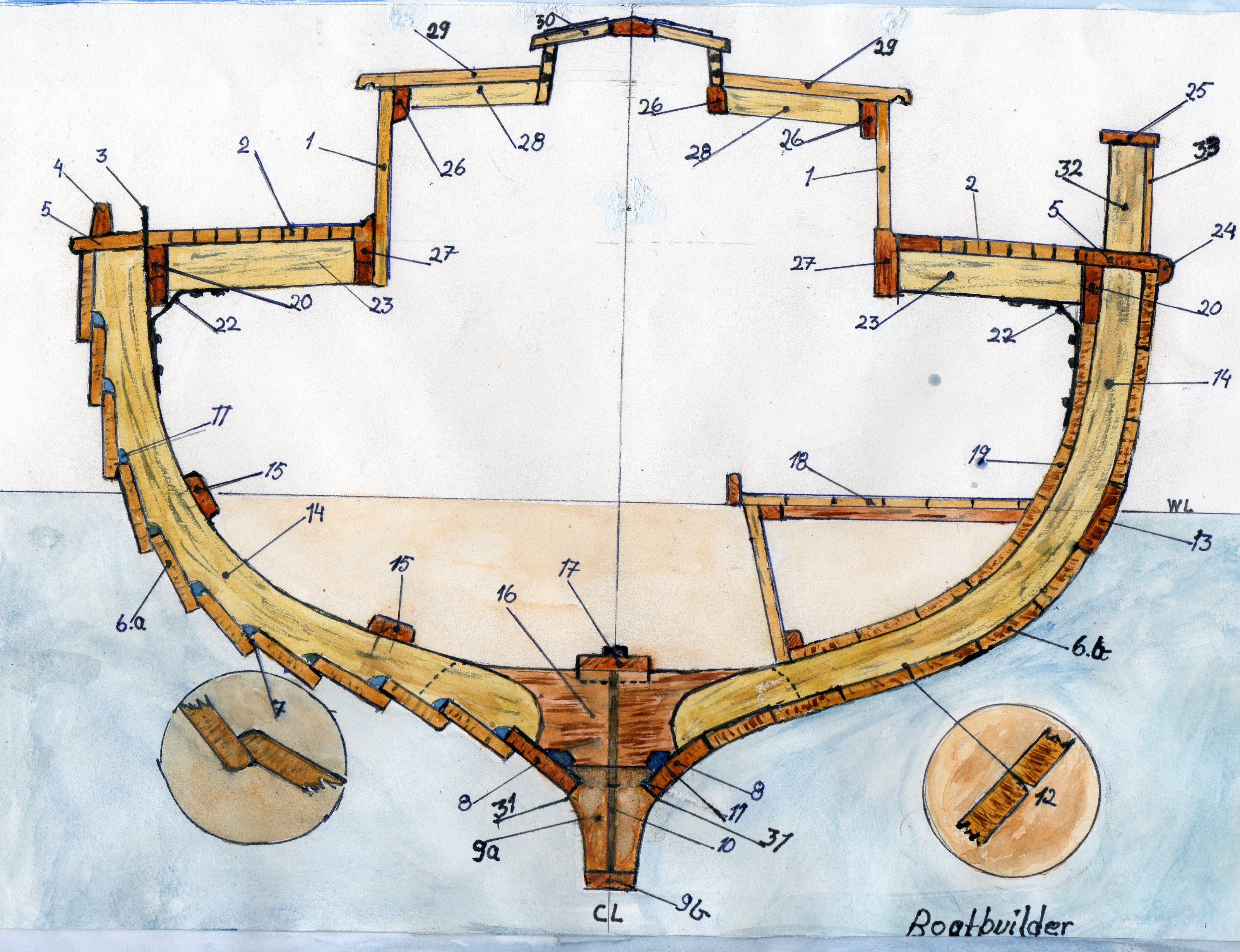
Slagvägare

Slagvägare är en invändig längsgående förstärkning i fartygets slag. Slaget är övergången mellan bottnen och fartygets sida.